# David Bowman
David Bowman (Tunbridge Wells, 10 marzo 1964) è un allenatore di calcio ed ex calciatore britannico, di ruolo centrocampista.

## Palmarès

### Club

#### Competizioni nazionali
- Coppa di Scozia: 1

Dundee United: 1993-1994